# Stylops circularis
Stylops circularis  (лат.) — вид веерокрылых насекомых рода Stylops из семейства Stylopidae. Япония (Сикоку).
Общая длина самок около 6 мм. Длина цефалоторакса 1,18 мм; интермандибулярное расстояние 1,4 мм. Характеризуется почти округлой формой цефалоторакса; рот поперечный. Первый вид веерокрылых, найденный на острове Сикоку. 
Паразиты пчёл вида Andrena (Gynanandrena) sasakii (Andrena, Andrenidae). Близок к виду Stylops dominiquei, обнаруженному в Европе на пчёлах Andrena (Agandrena) agilissima.
Вид был впервые описан в 1985 году японскими энтомологами Тэйдзи Кифунэ (Kifune Teiji; Department of Parasitology, School of Medicine, Университет Фукуоки, Фукуока) и Ёсихиро Хирасимой (Yoshihiro Hirashima; Entomological Laboratory, Faculty of Agriculture, Университет Кюсю, Фукуока, Япония).